# Exetastes ornatus
Exetastes ornatus là một loài tò vò trong họ Ichneumonidae.